# Redwitzit

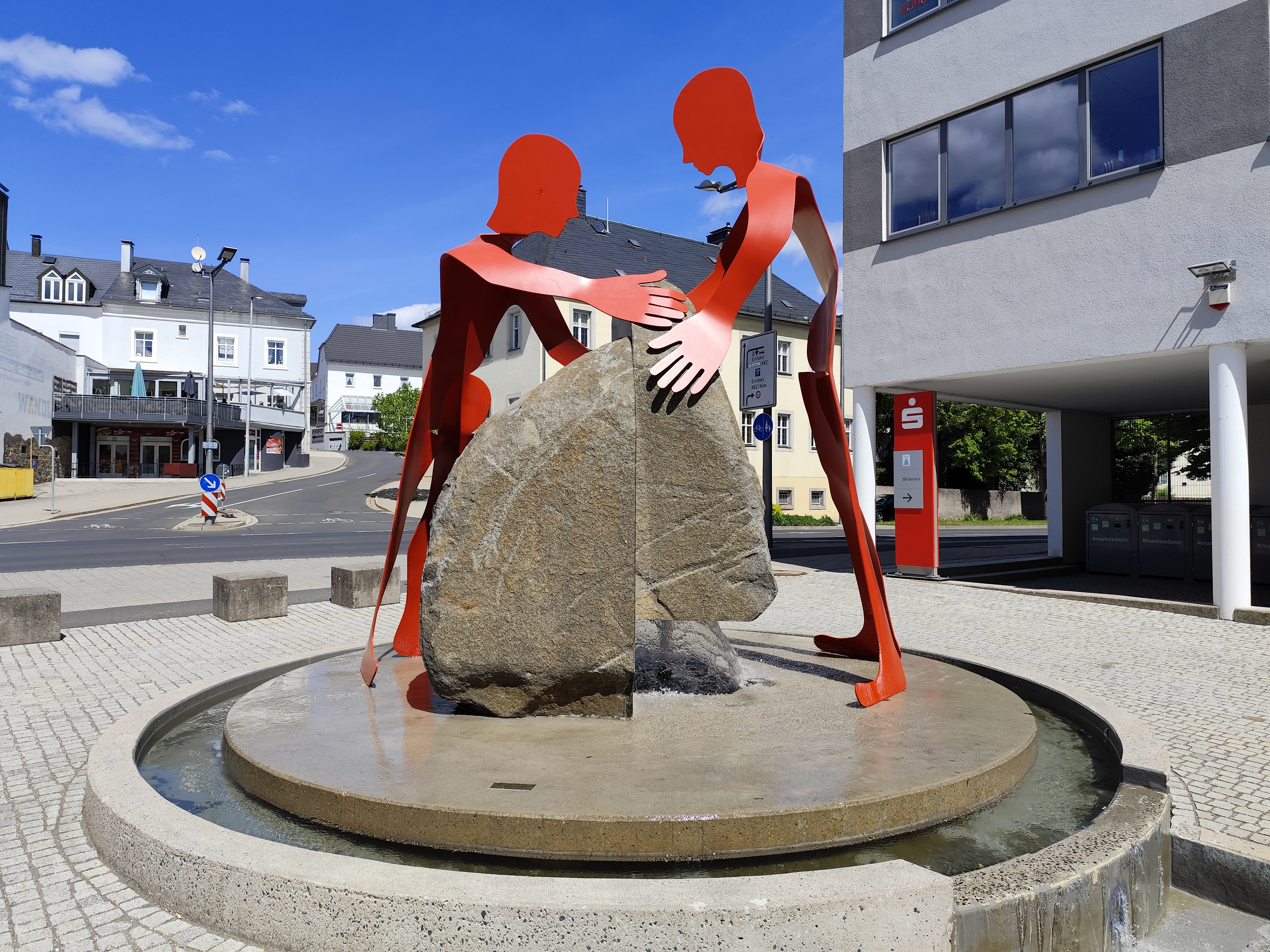
Castelfranco-Emilia-Brunnen in Marktredwitz mit geteiltem Redwitzit

Als Redwitzit werden mehrere Gesteinstypen im Fichtelgebirge um Marktredwitz bezeichnet. Für die Natursteingewinnung waren zwei Redwitzite, der Seußener Redwitzit und der Wölsauer Redwitzit von Bedeutung. Es handelt sich um Tonalite. Diese Vorkommen liegen bei Seußen und Röthenbach (Arzberg) im Fichtelgebirge in Oberfranken. Sie entstanden im Oberkarbon. Beide Natursteine befinden sich nicht mehr im Abbau.

## Vorkommen
Im Raum von Marktredwitz treten mehrere Redwitzit-Typen auf; bei Grafenstein bei Leutenberg feinkörnige hellgraue mit hohem Quarzanteil; bei Röthenbach mittelgraue mit wenig Quarz; bei Lorenzreuth dunkelgraue Gesteine mit Quarz, die von Amphibol und Titan ummandelt sind; bei Wölsau dunkelgraue, quarzarme Gesteine mit Biotit und Pyrit und bei Haag schwarze, mittelkörnige Gesteine ohne Quarz. Entsprechend ihrer Mineralzusammensetzung schwankt das Vorkommen zwischen Tonalit- oder Gabbrogestein. Die Gesteinsfarben variieren von hell- über mittel- und dunkelgrau bis nahezu schwarz.

## Geologie
Ursprünglich waren Redwitzite gabbroide Schmelzen, die in Gängen und Spalten von Sedimenten eindrangen. Dabei wurden diese Sedimente und Gesteine aufgeschmolzen. In diesen Aufschmelzungvorgängen veränderte sich der Mineralbestand und es entstanden dioritische und quarzdioritische Gesteine. Eindringende granitische Schmelzen veränderten den Mineralbestand erneut und wandelten die Gesteine in Tonalite um. Teilweise wurden auch Marmore aufgeschmolzen. Die Vorkommen schwanken daher in ihrem Mineralbestand erheblich.

## Namensgebung
Das Gestein wurde 1916 von dem seinerzeit führenden bayerischen Petrographen Ernst Weinschenk aus Würzburg „Redwitzit“ genannt, nachdem es einen Streit gegeben hatte, ob man es nicht besser „Wunsiedelit“ nennen sollte. Weinschenk bot diesen Namen dem aus dem Fichtelgebirge stammenden Amateurgeologen Oskar Gebhardt im Tausch gegen einige Olivinbasalt-Exponate an, die sich in dessen privater Sammlung befanden.

## Seußener Redwitzit

### Gesteinsbeschreibung und Mineralbestand
Es handelt sich um einen kleinkörnigen von weißen Feldspat durchsetzten grauschwarzen Tonalit. Tonalite sind gegenüber anderen Gesteinen durch ein Fehlen der Alkalifeldspäte abgegrenzt. Seine dunkle Erscheinung bedingt das dunkle Mineral Biotit und die schwache grünliche Färbung wird durch die Chloritisierung erzeugt. Die Korngröße liegt zwischen 0,5 und 1,0 Millimeter. Die Plagioklasfeldspäte können bis zu 1 cm groß sein. Sein Verwitterungsverhalten ist sehr gut und mit dem von Graniten zu vergleichen. Er kann poliert werden.
Der Seußener Redwitzit enthält 43 Prozent Plagioklas, 27 Prozent Quarz und 26 Prozent Biotit. Als Akzessorien kommen Chlorit, Rutil, Apatit, Zirkon und opake Minerale vor. Ein mineralogisch ähnlicher Naturstein ist der Wölsauer Redwitzit, der sich kaum vom Seußener Redwitzit unterscheidet.

### Verwendung
Seußener Redwitzit wurde für Pflastersteine, Bodenplatten, Mauerwerke, Grabmale und wegen seiner Feinkörnigkeit früher für die Bildhauerei verwendet.
Das sogenannte „Marktredwitz-Tor“, der „Redwitzit-Brunnen“ in Marktredwitz und das ehemalige Pflaster des Königsplatzes in München sind aus diesem Gestein.